# Блуба Лу
Блуба Лу е българско експериментално трип-хоп/ню-джаз/ъндърграунд музикално дуо, съставено от Димитър Паскалев и Константин Кацарски, една от най-старите български ъндърграунд формации. В началото групата прави основно инструментална музика, а по-късно започва да работи с гост-вокалисти.

## История
Групата, основана от Димитър Паскалев и Румен Благоев, съществува от 1994 година под различни имена и в различни състави: Perfect Blue, Shangry La, Not Yet. За първи път излиза под името Блуба Лу през 1998 година на първия концерт на лейбъла „Жълта музика“, събрал под покрива на едно импровизирано ъндърграунд студио групите Блуба Лу, Остава, Уикеда, Анимационерите, Babyface Clan, Хомеовокс. През 2000 г. към Блуба Лу се присъединява Константин Кацарски (Koka Mass Jazz), когато се установява трайно творческият тандем. След разпадането на „Жълта музика“ Блуба Лу създават собствено звукозаписно студио Блубабокс.
През 2002 издават албума „MOOGaMOOD“, няколко композиции от който са включени в съраунд версия за компилацията „Earth07“ на Good Looking Records (UK). Следващият инструментален албум се нарича „Re:Verb“ и е издаден през 2004 година.
През 2006 година издават албума си „World Melancholy“, в който като вокалистка гостува певицата на „Насекомикс“ Андрония Попова. Проектът е анонсиран първоначално като „Концерт за група, глас, симфоничен оркестър и радиоприемник“. Промоцията се състои в Младежки театър, където Блуба Лу излизат с 40 души на сцената и анонсират за първи път работата си с Рони (Андрония Попова). През периода 2006 – 2008 Блуба Лу и Рони реализират няколко големи концерта в България, както и турне, включващо Австрия, Словения и Полша.
През 2008 издават албума „Groove Euroope“ за лейбъла на Kruder and Dorfmeister – Ordis Soul Seduction.
Албумът „Квадротопия“ Блуба Лу анонсират чрез експериментален в квадрофоничен концерт зала 3 на НДК през април 2009. В записите Блуба Лу си сътрудничат с тонрежисьора Анди Джансън, работил с Pink Floyd. Песента „Mirror“, е включена от диджея и водещ на BBC Джил Петерсън в класацията на BBC Radio 1 в Worldwide Awards Highlights.
Албумът от 2012 година, „Потопъ“ е създаден съвместно с британския кийбордист и продуцент Еди Стивънс, работил с Moloko и Ройшийн Мърфи.. Проектът представлява музика към незаснет пост-апокалиптичен филм, сториборд на който Блуба Лу публикуват в Youtube.
През периода 2013 – 2015 година Блуба Лу работят за театрални постановки, инсталации, музика за обществени пространства и други.
Осмият им албум им „Атоми“, издаден през април 2018 г., е с текстове и вокали изцяло на български език от Димитър Паскалев.
В края на 2020 година Блуба Лу издават „Безкрай“ - дългосвирещ инструментален албум, съдържащ десет композиции. Албумът е издаден дигитално, на компакт диск и плоча. Блуба Лу записват пред камера композициите на живо, в студийна среда, като наслагват собствените си образи, свирейки на различни инструменти. Солисти и гост музиканти са Мартин Ташев - тормпет, Кръстина Кокорска - вокал, Димитър Льолев - саксофон, Ангел Маринов - акордеон.

## Дискография
Студийни албуми
- 2001: Bluba Lu In Wonderland. Участват още: Румен Благоев – бас; Павел Стойчев – барабани
- 2002: MooGaMood. Участват още: Румен Благоев – бас; Венцислав Благоев – тромпет, Славчев – тромбон
- 2004: Re:Verb. Участват още: Румен Благоев – бас; Венцислав Благоев – тромпет
- 2007: World Melancholy. Участват още: Андрония Попова – вокал, Румен Благоев – бас; Мишо Йософов – тромпет, Славчев – тромбон, оркестър Примо – щрайх и ударни
- 2008: Groove Europe. Участват още: Антони Дончев – пиано, Стефан Владимиров – саксофон
- 2010: Quadrotopia – двоен албум. Участват още: Мария Бръчкова, Деница Георгиева, Пени О Съливан, Петко Славов – вокалисти; Румен Благоев – бас
- 2012: Потопъ. Музикален продуцент и съавтор: Еди Стивънс. Участват още: Мария Бръчкова, Деница Георгиева, Пени О Съливан, Петко Славов – вокалисти; Румен Благоев – бас
- 2018: Атоми
- 2018: JoyBoy – мини албум, записан през 2015
- 2020: Безкрай. Участват още: Мартин Ташев, Кръстина Кокорска, Димитър Льолев, Ангел Маринов

Филмова музика
Музика на Блуба Лу звучи в редица български филми: „Лора от сутрин до вечер“, „Мила от Марс“, „Зоната“, „Прогнозата“ и др., както и театрални постановки като „Пясъчен пъзел“ на Румен Попкостадинов (Благоевградски драматичен театър).
Концерти
Блуба Лу са известни с експерименталните си концерт-пърформънси:
- 2003: „Зад Завесата“ в Софийска градска художествена галерия[1]
- 2006: „Концерт за група, глас, симфоничен оркестър и радиоприемник“ в Младежки Театър
- 2007: „Световна Меланхолия“, Концерт в Първо Студио на БНР
- 2008: Концерт в Археологически музей Варна
- 2009: „Квадрофоничен концерт“, зала 3 на НДК
- 2010: Квадротопия – мултимедиен концерт, София Лайв Клуб

Те са основатели на „Ембиънт фестивал“, провеждан в Дом на киното през 2005 – 2008 година.